# Казе Пичо (Терамо)
Казе Пичо (итал. Case Picciò) је насеље у Италији у округу Терамо, региону Абруцо.
Према процени из 2011. у насељу је живело 21 становника. Насеље се налази на надморској висини од 87 м.